# Riverdale (Nebraska)
Pour les articles homonymes, voir Riverdale.
Riverdale est un village du comté de Buffalo, dans l'État du Nebraska, aux États-Unis. En 2020, il comptait une population de 247 habitants.